# Briefmarken-Jahrgang 1972 der Deutschen Bundespost
Der Briefmarken-Jahrgang 1972 der Deutschen Bundespost umfasste 37 Sondermarken, davon waren acht Briefmarken nur zusammen als Briefmarkenblock oder in einem Briefmarkenheft erhältlich. Dazu kamen sechs ergänzende Werte der Dauermarkenserie von Gustav Heinemann.
Alle seit dem 1. Januar 1969 ausgegebenen Briefmarken waren unbeschränkt frankaturgültig, es gab kein Ablaufdatum wie in den vorhergehenden Jahren mehr.
Durch die Einführung des Euro als europäische Gemeinschaftswährung zum 1. Januar 2002 wurde diese Regelung hinfällig.
Die Briefmarken dieses Jahrganges konnten allerdings bis zum 30. Juni 2002 genutzt werden. Ein Umtausch war noch bis zum 30. September in den Filialen der Deutschen Post AG möglich, danach bis zum 30. Juni 2003 zentral in der Niederlassung Philatelie der Deutschen Post in Frankfurt.

## Liste der Ausgaben und Motive

Markenheftblatt, gleiche Marken wie im Block 8

Legende
- Bild: Eine bearbeitete Abbildung der genannten Marke. Das Verhältnis der Größe der Briefmarken zueinander ist in diesem Artikel annähernd maßstabsgerecht dargestellt. Sollten keine Marken abgebildet sein, liegt es daran, dass das Urheberrecht des Künstlers noch nicht erloschen ist.
- Beschreibung: Eine Kurzbeschreibung des Motivs und/oder des Ausgabegrundes. Bei ausgegebenen Serien oder Blocks werden die zusammengehörigen Beschreibungen mit einer Markierung versehen eingerückt.
- Wert: Der Frankaturwert der einzelnen Marke in Pfennig. Ein „+“ bedeutet, dass es sich um eine Zuschlagsmarke handelt (= Frankaturwert + Spende).
- Ausgabedatum: Das Datum des erstmaligen Verkaufs dieser Briefmarke.
- Auflage: Soweit bekannt, wird hier die zum Verkauf angebotene Anzahl dieser Ausgabe angegeben.
- Entwurf: Soweit bekannt, wird hier angegeben, von wem der Entwurf dieser Marke stammt.
- Mi.-Nr.: Diese Briefmarke wird im Michel-Katalog unter der entsprechenden Nummer gelistet.

| Sondermarken | |                  |                       |                      |                                                                |                     |
| Bild         | Beschreibung | Werte in Pfennig | Ausgabe- datum (1972) | Auflage              | Entwurf                                                        | MiNr.               |
|              | 100. Todestag von Wilhelm Löhe (1808–1872) Diakonissenschwestern; Wilhelm Löhe, Gründer der Diakonie Neuendettelsau                                                                         | 25               | 20. Januar            | 30.000.000           | Ernst Kößlinger                                                | 710                 |
|              | Für die Jugend, Tierschutz - Ein Junge schützt eine Entenfamilie auf der Straße | 20+10            | 4. Februar            | 5.463.000            | Holger Börnsen                                                 | 711                 |
|              | - Ein Unruhe stiftender Junge im Wald | 25+10            | 4. Februar            | 5.561.000            | Holger Börnsen                                                 | 712                 |
|              | - Ein Mädchen schützt einen Vogel vor einer Katze | 30+15            | 4. Februar            | 5.952.000            | Holger Börnsen                                                 | 713                 |
|              | - Ein Junge ärgert Schwäne am See | 60+30            | 4. Februar            | 5.225.000            | Holger Börnsen                                                 | 714                 |
|              | 175 Jahre Flachdruckverfahren Steindruckpresse von Alois Senefelder | 25               | 14. April             | 30.000.000           | Karl Oskar Blase                                               | 715                 |
|              | Europamarken - tanzende Farbpunkte | 25               | 2. Mai                | 50.000.000           | Huovinen                                                       | 716                 |
|              | - tanzende Farbpunkte | 30               | 2. Mai                | 51.200.000           | Huovinen                                                       | 717                 |
|              | 500. Geburtstag von Lucas Cranach dem Älteren Zeichnung von Albrecht Dürer | 25               | 18. Mai               | 30.000.000           | Ewald Sauer                                                    | 718                 |
|              | Olympische Sommerspiele 1972 in München - Ringen | 20+10            | 5. Juni               | 7.108.000            | Gerta Haller                                                   | 719                 |
|              | - Segeln | 25+10            | 5. Juni               | 6.923.000            | Gerta Haller                                                   | 720                 |
|              | - Bodenturnen | 30+15            | 5. Juni               | 7.296.000            | Gerta Haller                                                   | 721                 |
|              | - Schwimmen | 60+30            | 5. Juni               | 6.438.000            | Gerta Haller                                                   | 722                 |
|              | Briefmarkenblock – Olympische Sommerspiele 1972 in München - Velodrom im Münchner Olympiapark                                                                                               | 25+10            | 5. Juli               | 7.865.000            | Herbert Stelzer                                                | Block 7 723         |
|              | - Olympiastadion München | 30+15            | 5. Juli               | 7.865.000            | Herbert Stelzer                                                | 724                 |
|              | - Mehrzweckhalle und Schwimmstadion | 40+20            | 5. Juli               | 7.865.000            | Herbert Stelzer                                                | 725                 |
|              | - Olympiaturm | 70+35            | 5. Juli               | 7.865.000            | Herbert Stelzer                                                | 726                 |
|              | Weltspiele der Gelähmten in Heidelberg Bogenschütze im Rollstuhl | 40               | 18. Juli              | 32.500.000           | Schwarz                                                        | 733                 |
|              | Briefmarkenblock und Markenheftausgabe – Olympische Sommerspiele 1972 in München - Weitsprung                                                                                               | 25+5             | 18. August            | 8.986.000            | Gerta Haller                                                   | Block 8 MH 17 734   |
|              | - Basketball | 30+10            | 18. August            | 8.986.000            | Gerta Haller                                                   | 735                 |
|              | - Diskuswurf | 40+10            | 18. August            | 8.986.000            | Gerta Haller                                                   | 736                 |
|              | - Kanuslalom | 70+10            | 18. August            | 8.986.000            | Gerta Haller                                                   | 737                 |
|              | 20. Todestag von Kurt Schumacher (1895–1952) Parteivorsitzender der SPD von 1946 bis 1952                                                                                                   | 40               | 18. August            | 39.670.000           | Karl Oskar Blase                                               | 738                 |
|              | 100 Jahre Postmuseum Frankfurt am Main Posthorn der Reichspost auf einem Detail der Gründungsverfügung von Heinrich von Stephan                                                             | 40               | 18. August            | 30.000.000           | Karl Hans Walter                                               | 739                 |
|              | Internationales Jahr des Buches Aufgeschlagenes Buch | 40               | 11. September         | 30.575.000           | Beat Knoblauch                                                 | 740                 |
|              | 300. Todestag von Heinrich Schütz (1585–1672) Konzertnoten von Heinrich Schütz Verleih uns Frieden gnädiglich                                                                               | 40               | 29. September         | 33.330.000           | König                                                          | 741                 |
|              | Wohlfahrtsmarken: Schachfiguren Schachfiguren aus der Fayencemanufaktur in Gien in Frankreich, es handelt sich um den sogenannten St.-Georgs-Figurensatz aus dem 19. Jahrhundert - Springer | 25+10            | 5. Oktober            | 9.993.000            | Heinz Schillinger                                              | 742                 |
|              | - Turm | 30+15            | 5. Oktober            | 11.920.000           | Heinz Schillinger                                              | 743                 |
|              | - Dame | 40+20            | 5. Oktober            | 14.485.000           | Heinz Schillinger                                              | 744                 |
|              | - König | 70+35            | 5. Oktober            | 6.639.000            | Heinz Schillinger                                              | 745                 |
|              | Serie: Fremdenverkehr - Helgoland | 30               | 20. Oktober           | 32.280.000           | Heinz Schillinger                                              | 746                 |
|              | - Heidelberg mit Karl-Theodor- oder Alte Brücke und Schloss | 40               | 20. Oktober           | 29.090.000           | Heinz Schillinger                                              | 747                 |
|              | 150 Jahre Kölner Karneval Karnevalsfiguren | 40               | 10. November          | 29.390.000           | Erna de Vries                                                  | 748                 |
|              | Weihnachtsmarke - Die heiligen Drei Könige überbringen Gold, Weihrauch und Myrrhe | 30+15            | 10. November          | 9.064.000            | Max Eugen Cordier                                              | 749                 |
|              | 175. Geburtstag von Heinrich Heine (1797–1856) Dichter und Journalist | 40               | 13. Dezember          | 28.450.000           | Karl Oskar Blase                                               | 750                 |
|              | Brot für die Welt mit Inschrift Den Frieden entwickeln | 30               | 13. Dezember          | 9.850.000            | Diakonisches Werk und die Kunstwerkstätten der Bundesdruckerei | 751                 |
|              | Synode der katholischen Bistümer, Würzburg Stadtsiegel Würzburgs von 1237 bis 1560 mit dem Würzburger Dom                                                                                   | 40               | 13. Dezember          | 31.350.000           | Christine Ackermann                                            | 752                 |
| Dauermarken  | |                  |                       |                      |                                                                |                     |
| Bild         | Beschreibung | Werte in Pfennig | Ausgabe- datum (1972) | Auflage Bund, Berlin | Entwurf                                                        | Mi.-Nr Bund, Berlin |
|              | Dauermarkenserie: Bundespräsident Gustav Heinemann | 110              | 16. Januar 1973       | 33.476.000 5.849.000 | Karl Hans Walter                                               | 727 428             |
| 130          | Dauermarkenserie: Bundespräsident Gustav Heinemann | 20. Juni         | 21.995.000 4.645.000  | 728 429              | Karl Hans Walter                                               |                     |
| 140          | Dauermarkenserie: Bundespräsident Gustav Heinemann | 16. Januar 1973  | 19.486.000 5.654.000  | 729 430              | Karl Hans Walter                                               |                     |
| 150          | Dauermarkenserie: Bundespräsident Gustav Heinemann | 5. Juli          | 67.705.000 7.154.000  | 730 431              | Karl Hans Walter                                               |                     |
| 170          | Dauermarkenserie: Bundespräsident Gustav Heinemann | 11. September    | 35.738.000 5.139.000  | 731 432              | Karl Hans Walter                                               |                     |
| 190          | Dauermarkenserie: Bundespräsident Gustav Heinemann | 16. Januar 1973  | 32.726.000 4.635.000  | 732 433              | Karl Hans Walter                                               |                     |

## Besonderheit
Aus bis heute nicht bekannten Gründen wurde die Marke „Brot für die Welt“ entgegen der üblichen Usancen anstatt in einer Auflage von etwa 30 Millionen Exemplaren nur knapp zehn Millionen Mal gedruckt. Die Marke war daher relativ schnell an den Postschaltern vergriffen und geriet unter Spekulationseinfluss, da eine weit niedrigere Auflage vermutet wurde. In Anbetracht der real verfügbaren Menge und mit der Bekanntgabe der Auflagenzahl brach die Spekulation in sich zusammen, da die Auflage für eine nachhaltige Wertsteigerung zu groß war. Dennoch lag der Wert der Marke viele Jahre merklich über dem anderer Sondermarken des Jahrgangs.